# Kobaky
Kobaky (ukrainisch Кобаки; russisch Кобаки Kobaki, polnisch Kobaki) ist ein Dorf in der ukrainischen Oblast Iwano-Frankiwsk mit etwa 2700 Einwohnern (2001).
Das Dorf war bis 2017 die einzige Ortschaft der gleichnamigen Landratsgemeinde im Osten des Rajon Kossiw, am 6. März 2017 wurde das Dorf ein Teil der neugegründeten Landgemeinde Roschniw (Рожнівська сільська громада/Roschniwska silska hromada). Es liegt am linken Ufer des Tscheremosch gegenüber von Ispas und südlich an Roschniw grenzend. Kobaky befindet sich 19 km östlich vom Rajonzentrum Kossiw und etwa 100 km südöstlich der Oblasthauptstadt Iwano-Frankiwsk. Durch die Ortschaft verläuft die Territorialstraße T–09–04.
Das erstmals 1442 als Zdwyszenem erwähnte Dorf gehörte zunächst zur Adelsrepublik Polen-Litauen (Woiwodschaft Ruthenien), lag ab 1772 bis 1918 im österreichischen Kronland Galizien, danach von 1918 bis 1939 in der Zweiten Polnischen Republik (Woiwodschaft Stanislau, Powiat Kosów, Gmina Rożniów) und seit 1939/1945 als Teil der Sowjetunion innerhalb der Ukrainischen SSR sowie seit 1991 der Ukraine.

## Persönlichkeiten
1874 kam im Dorf der ukrainische Schriftsteller und Übersetzer Marko Tscheremschyna zur Welt.